# Identidad de los indiscernibles
En filosofía se llama identidad de los indiscernibles, o a veces también ley de Leibniz, a una variedad de principios ontológicos, a saber:
1. Si dos objetos a y b comparten todas sus propiedades, entonces a y b son idénticos, en referencia, son el mismo objeto.[2]
2. Si dos objetos a y b comparten todas sus propiedades cualitativas, entonces a y b son idénticos.[2]
3. Si dos objetos a y b comparten todas sus propiedades cualitativas no relacionales, entonces a y b son idénticos.[2]

Intuitivamente, una propiedad cualitativa es una propiedad intrínseca a los objetos, que puede ser instanciada por más de un objeto y que no involucra una relación con ningún otro objeto particular. Por ejemplo, la propiedad de ser blanco. Sin embargo, no toda propiedad cualitativa es no relacional, porque algunas propiedades relacionales no implican una relación con un objeto particular. Por ejemplo, la propiedad de estar sobre una mesa cualquiera.
El primero de estos principios es trivialmente verdadero y necesario. Dado el principio de identidad, se sabe que el objeto b tiene la propiedad de ser idéntico a sí mismo, es decir a b. Luego, si suponemos que a y b comparten todas sus propiedades, entonces a también tendrá la propiedad de ser idéntico a b, que es lo que se quería demostrar.
El segundo y el tercer principio ya son menos triviales, y existe un debate sobre si son principios verdaderos y si son necesariamente verdaderos.
Usualmente se restringe el alcance del principio de identidad de los indiscernibles a los objetos concretos.
El principio de identidad de los indiscernibles puede formularse en la lógica de segundo orden, así:
{\displaystyle \forall x\forall y[\forall P(Px\leftrightarrow Py)\to (x=y)]}

## Indiscernibilidad de los idénticos
La versión conversa del principio de identidad de los indiscernibles es el principio de indiscernibilidad de los idénticos, el cual dice que si x e y son la misma entidad, entonces tienen exactamente las mismas propiedades. En lógica de segundo orden, este principio se expresa así:
{\displaystyle \forall x\forall y[(x=y)\to \forall P(Px\leftrightarrow Py)]}
A veces se llama ley de Leibniz a la conjunción de ambos principios.